# 臺北帝國大學預科
25°06′14″N 121°32′03″E / 25.103769°N 121.534115°E臺北帝國大學預科是台灣日治時期臺北帝國大學於1941年4月設置的三年制大學預科，為高等教育的一種。其在二戰後廢除，校舍原址位於臺北州士林街石角。

## 介紹
在臺北帝國大學預科設立以前，臺北高等學校是在台學生升大學的唯一管道，而臺北高等學校的畢業生又多數前往日本內地的帝國大學或私立大學升學。臺北帝國大學為了確保其入學人數，於1941年4月5日公布《臺北帝國大學豫科規程》，設立學力等同於高等學校的大學預科，以養成台北帝大的新生。臺北帝國大學預科為三年制，分為文科、理科（又分為理農類、工類、醫類），其學生多數為日本人，而日本人的平均入學率為17.61%，台灣人只有3.83%。第一任預科長為西田正一，第二任為加藤平左衛門。台北帝大預科的校舍原使用台北帝國大學教室，後來於1942年5月20日遷移至士林街石角的新校舍，位在芝山岩東側。其校舍在二戰末期改為從岡山街遷移至此的日本海軍第61航空廠總廠，在二戰後由臺灣警備總司令部接收，並由國防部使用至今。
| 類別       | 內地人 | 本島人 | 朝鮮人 |
| ---------- | ------ | ------ | ------ |
| 文科       | 118    | 4      | 0      |
| 理科理農類 | 119    | 4      | 1      |
| 理科工類   | 120    | 7      | 0      |
| 理科醫類   | 79     | 39     | 0      |
| 合計       | 436    | 54     | 1      |